# ジェムデト・ナスル期
ジェムデト・ナスル期（ジェムデト・ナスルき）または、ジェムデト・ナスル時代は、メソポタミア南部（現イラク）の考古学的文化であり、紀元前3100年から紀元前2900年ごろとされる。命名は標式遺跡のテル・ジェムデト・ナスルに由来する。この遺跡で、この時期の典型的な集落が初めて発見された。地理的分布はイラク南西部に限られている。原史時代にあたるジェムデト・ナスル期の文化は、先行するウルク期から地方で発展したものであり、これは初期王朝時代 Iまで続いた。

## 研究史
1900年代初頭、古美術市場に古風なシュメール語の楔形文字の刻まれた粘土板が出回るようになった。1903年、シュルッパク(テル・ファラ)を発掘していたドイツ人が36枚の粘土板を購入した。この発掘者たちは粘土板がテル・ジェムデト・ナスル由来であると考えていたが、粘土板は近隣のテル・ウカイヤに由来するものだろうと判明した。同様の粘土板が1915年に、フランスの古美術商によって売られ、これもまたテル・ジェムデト・ナスル由来との報告が上がった。1925年には、同じような粘土板が地元のアラブ人によって、当時テル・アル・ウハイミルにおける発掘の責任者であったアッシリア学者、スティーヴン・ハーバート・ラングドンに示された。この時、立派な色彩を持った単色、多色の陶器も紹介されている。アラブ人たちはラングドンに、遺物はテル・アル・ウハイミルの北東26kmに位置する遺跡、ジェムデト・ナスルで発見したものだと述べた。ラングドンは大いに感銘を受け、1926年にはこの地を訪れ、発掘調査を開始した。その結果、ラングドンは大量の独特な特徴を有する陶器、原楔形文字の刻まれた150から180枚の粘土板、そしてこれらを収容していた大きな泥煉瓦製の建築物を発見することになる。
このような発見の重要性はすぐに認識された。1930年にはジェムデト・ナスル期(同様の遺跡から命名)の名が、バグダッドで開催された会議で公式に定義され、同時にウルク期とウバイド期も定義されることとなる。ジェムデト・ナスル期における物質文化の一部は当初、この時代特有のものと考えられていたが、前の時代にあたるウルク期や後の初期王朝時代にも存在していたことが後に判明した。しかし、ジェムデト・ナスル期は物質文化、社会文化における独特さを充分に有していると一般的には考えられている。そのため、ジェムデト・ナスル期は独立した時代区分とされている。テル・ジェムデト・ナスルでの最初の発掘以来、ジェムデト・ナスル期の考古学的遺跡はアブー・サラビーフ、シュルッパク、カファージャ、ニップル、テル・ウカイヤ、ウル、ウルクなどで発見されている。

## 年代決定と時代区分
昔の科学文献では、ジェムデト・ナスル期を紀元前3200年から紀元前3000年とすることがほとんどであった。しかし、現在では放射性炭素年代測定に基づき、紀元前3100年から紀元前2900年とされている。ジェムデト・ナスル期はメソポタミア北部のニネヴェⅤ期文化初期と、イランの原エラム時代と同時期であり、官僚組織や階層制度の登場という点において、これら2つの文化と共通している。

## 特徴

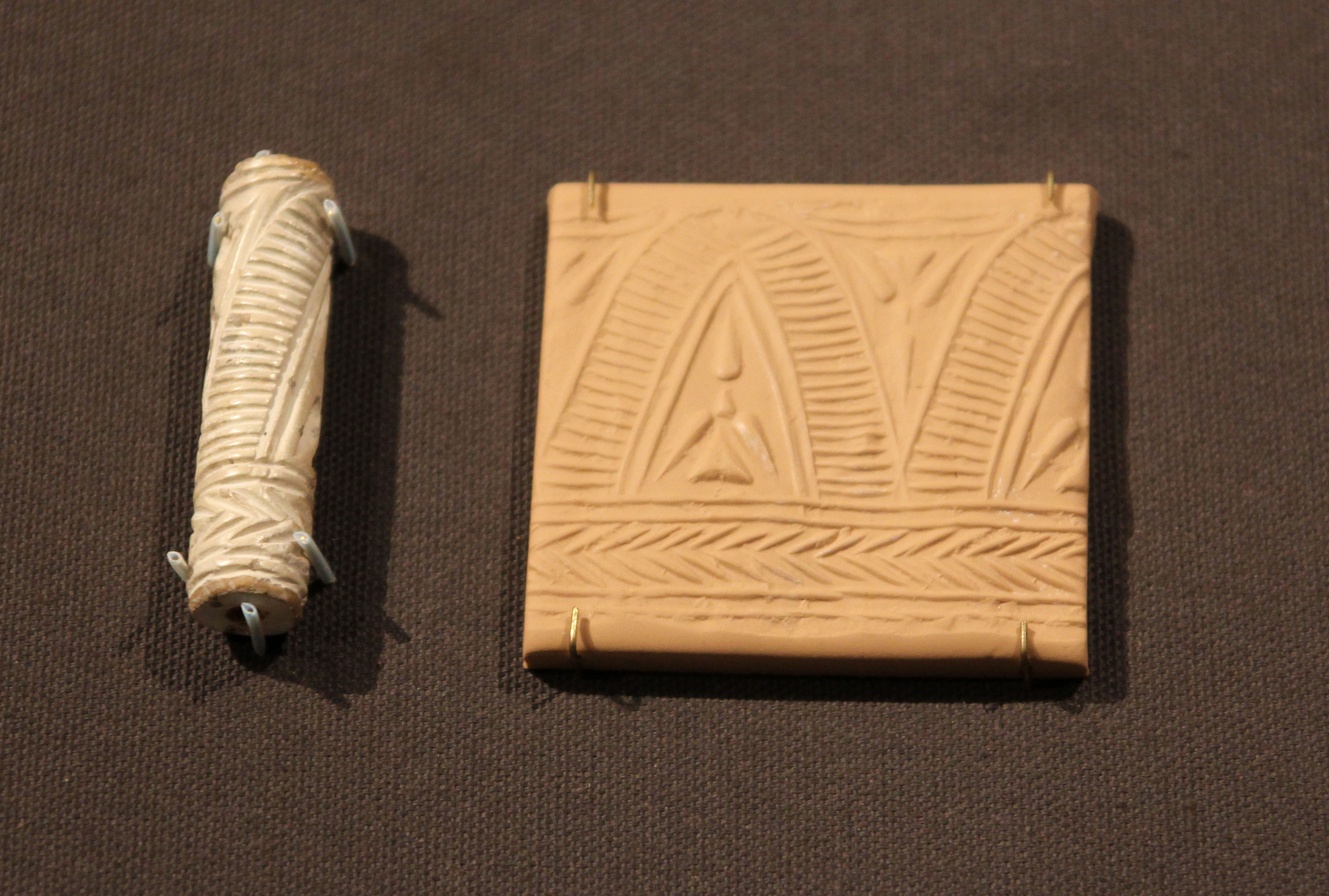
ジェムデト・ナスル期のものである、釉薬をかけられたステアタイト(凍石)製の円筒印章と、現代の粘土に印章を刻んだもの(イラクのテル・カファージャにて発見)。

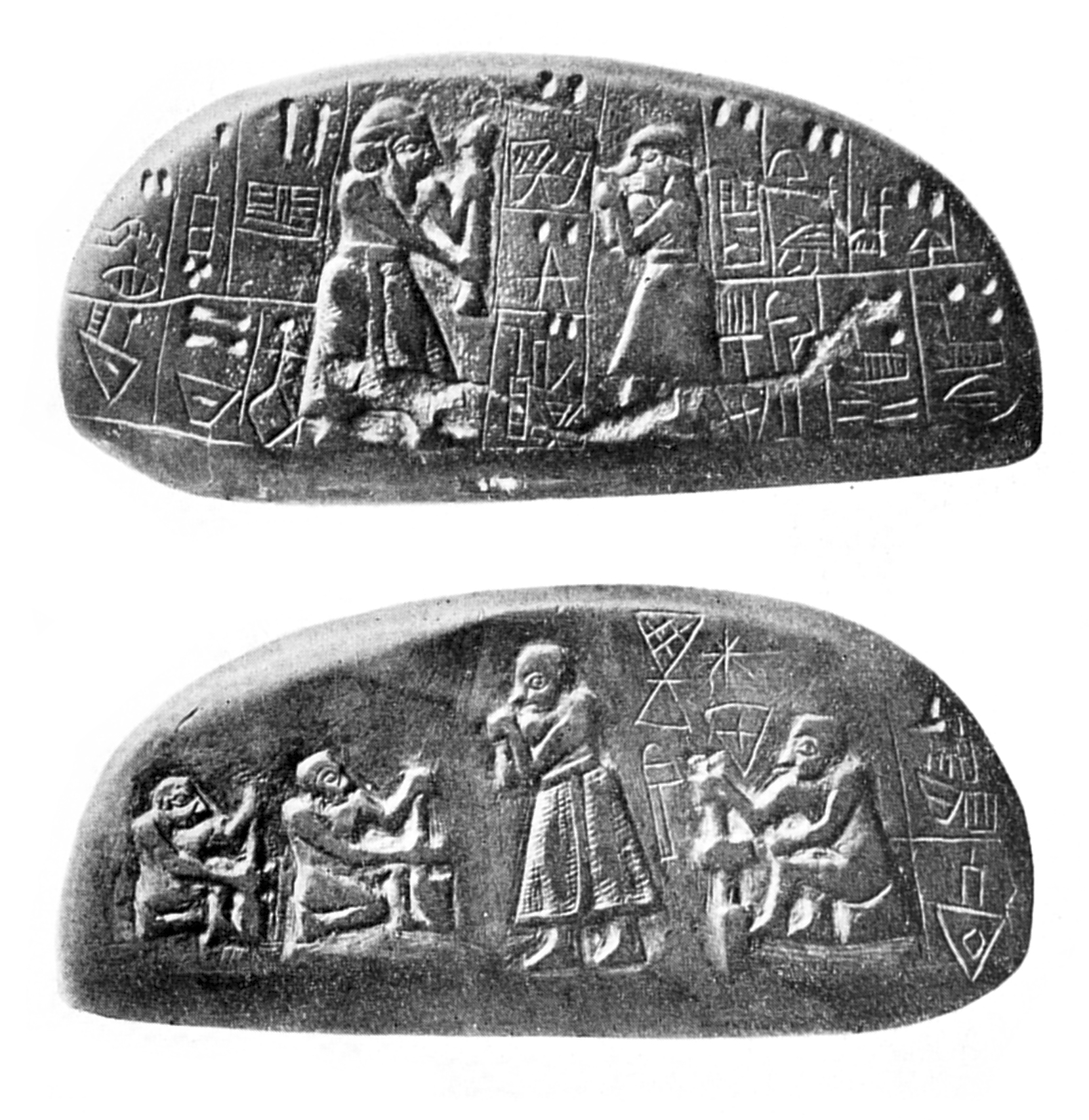
ブルー・モニュメント、原楔形文字とイラストを組み合わせたもの。紀元前3100年～紀元前2700年。大英博物館所蔵。

ジェムデト・ナスル期における顕著な特徴としては、独特な彩色を施された単色、あるいは多彩色の陶器が挙げられる。デザインには幾何学的なものと象徴的なものがある。後者の例としては、木、動物を描いたものには鳥、魚、山羊、サソリ、蛇が見られる。しかしながら、このような彩色陶器は全体のわずかな割合を占めているにすぎない。彩色陶器は様々な遺跡から考古学的状況の中で発見されており、高位の人物、またはその活動と関係があったことが示唆されている。ハムリン山脈のテル・グッバやテル・ファラでも、同じような状況でジェムデト・ナスル期の彩色陶器が発見された。
特徴的な陶器とは別に、ジェムデト・ナスル期は楔形文字の発達における形成段階のひとつとしても知られている。最古の粘土板はウルクから発見されている。これはジェムデト・ナスル期よりわずかに前の紀元前四千年紀後半のものである。ジェムデト・ナスル期までに、楔形文字はすでに重要な変化をいくつか経ていた。楔形文字は元々、ピクトグラムで構成されていたが、ジェムデト・ナスル期にはすでに、シンプルでより抽象的なデザインが使用されていた。この時期に、この文字は特徴的な楔形を獲得した。
一方で、こうした粘土板が何語で書かれていたかを正確に特定することはできない。だが、シュメール語であったと考えられる。この時期のテキストは全て、食料品の配給や物品および動物の項目化など、行政上の事項を扱っている。讃美歌や王名表などの文学が書かれた粘土板は存在していない。こうしたテーマはメソポタミア後期に人気を博した。この時代の数え方は2つあった。動物や人間には60進法、穀物、チーズ、新鮮な魚を数えるのには二重60進法が使用されていた。この時代の記録文書は、テル・ウカイヤ、テル・カファージャ、ウルクで発見されている。

## 社会
ジェムデト・ナスルなどの遺跡から発見された中央集権的な建造物、管理目的の粘土板や円筒印章が示唆していることは、この時代の集落が高度に組織化されており、中央の管理機関が農業生産から食料の配給まで、経済のあらゆる側面を管理していたことを示唆している。
経済では農業や羊、山羊の牧畜を主としており、小規模な貿易に基づく自給自足生活が重要視されていた。この時代の遺跡からは貴重な宝石や珍しい交易品は発見されていない。しかし、メソポタミア南部の平原における陶器の均一性は、集落間の活発な接触と交易の存在があったと考えられる。この学説はジェムデト・ナスルで発見された印章によって裏付けられており、中にはウル、ウルク、ラルサなど、名が特定できる都市が含まれている。

## 出土品

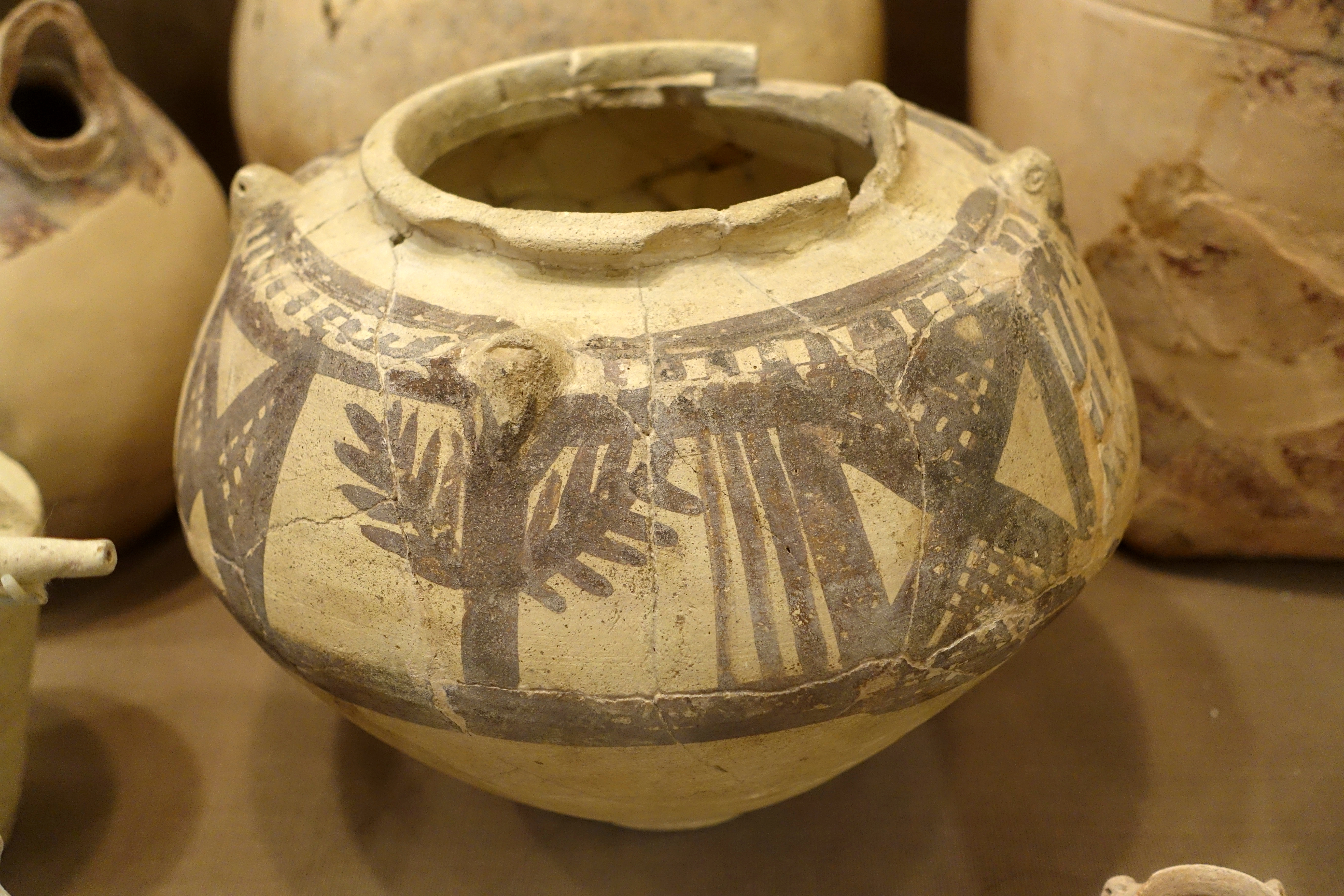
カファージャで発見されたジェムデト・ナスル期の彩色陶器。シカゴ東洋研究所博物館所蔵。
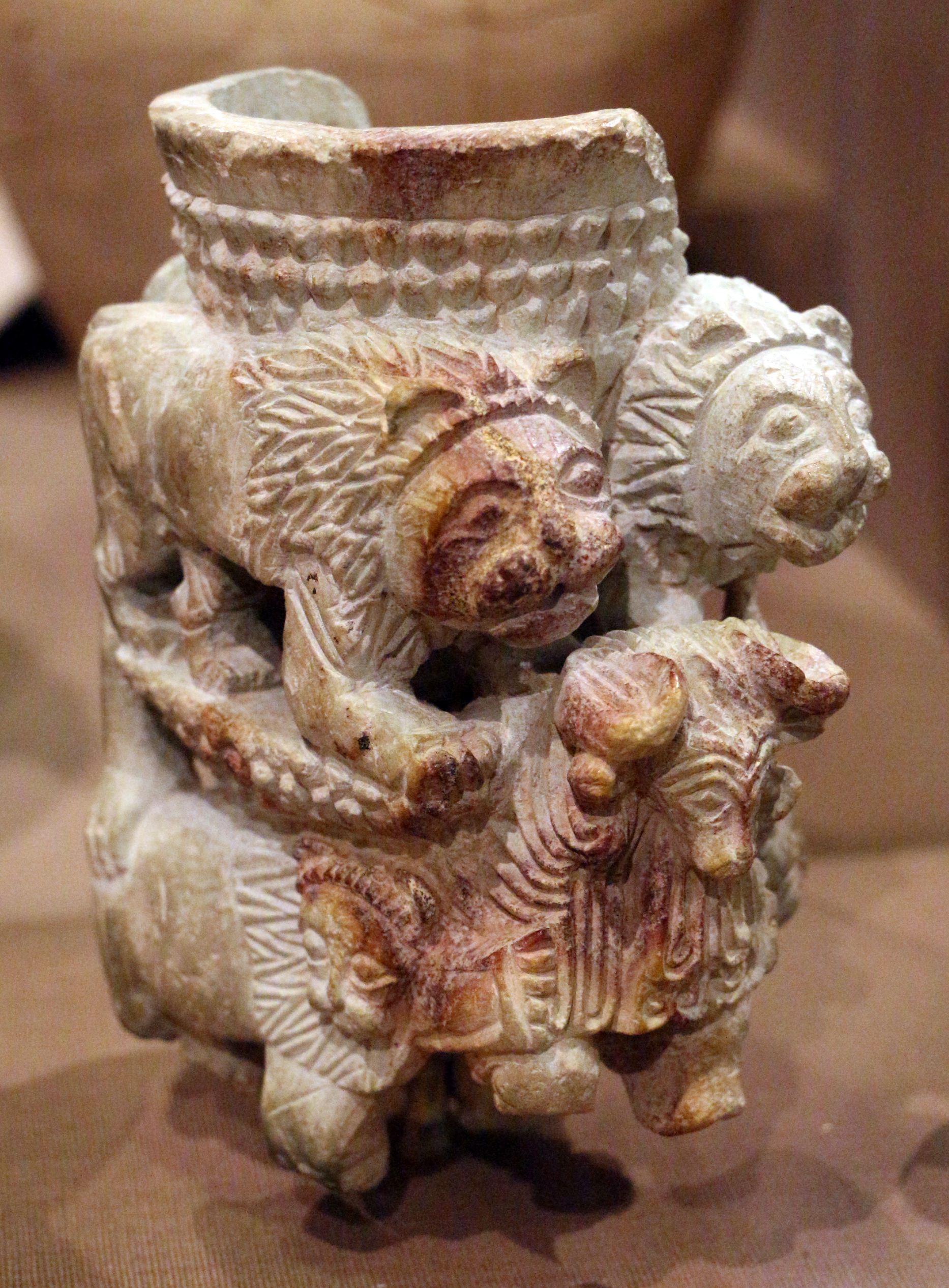
裸体の英雄を描いた杯。ジェムデト・ナスル期から初期王朝時代前期、紀元前3000年から紀元前2600年ごろ。
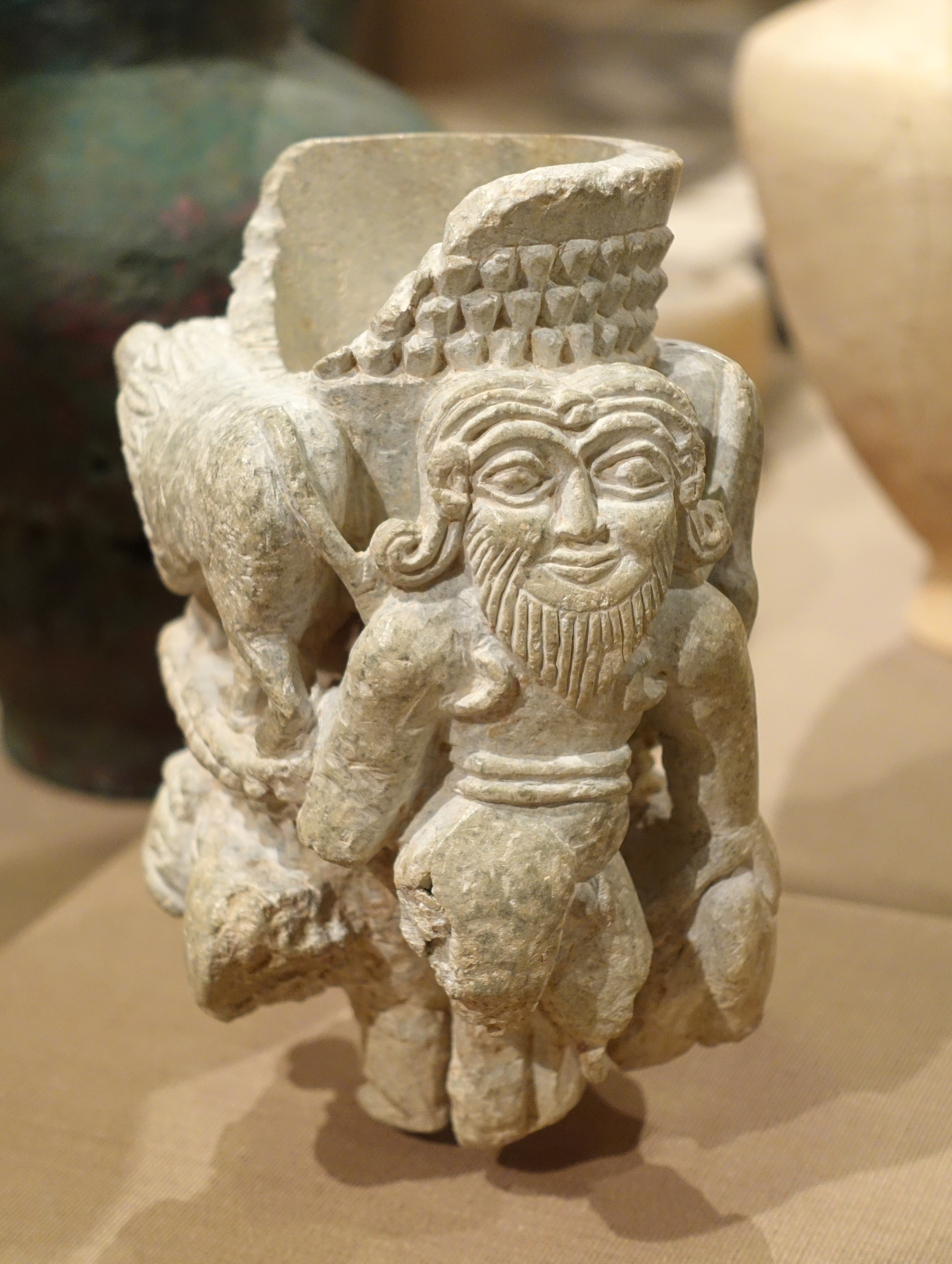
先の画像の杯。反対側。裸体の英雄、牡牛、ライオンが描かれている。テル・アグラブ、ジェムデト・ナスル期から初期王朝時代にかけて。紀元前3000年から紀元前2600年ごろ。
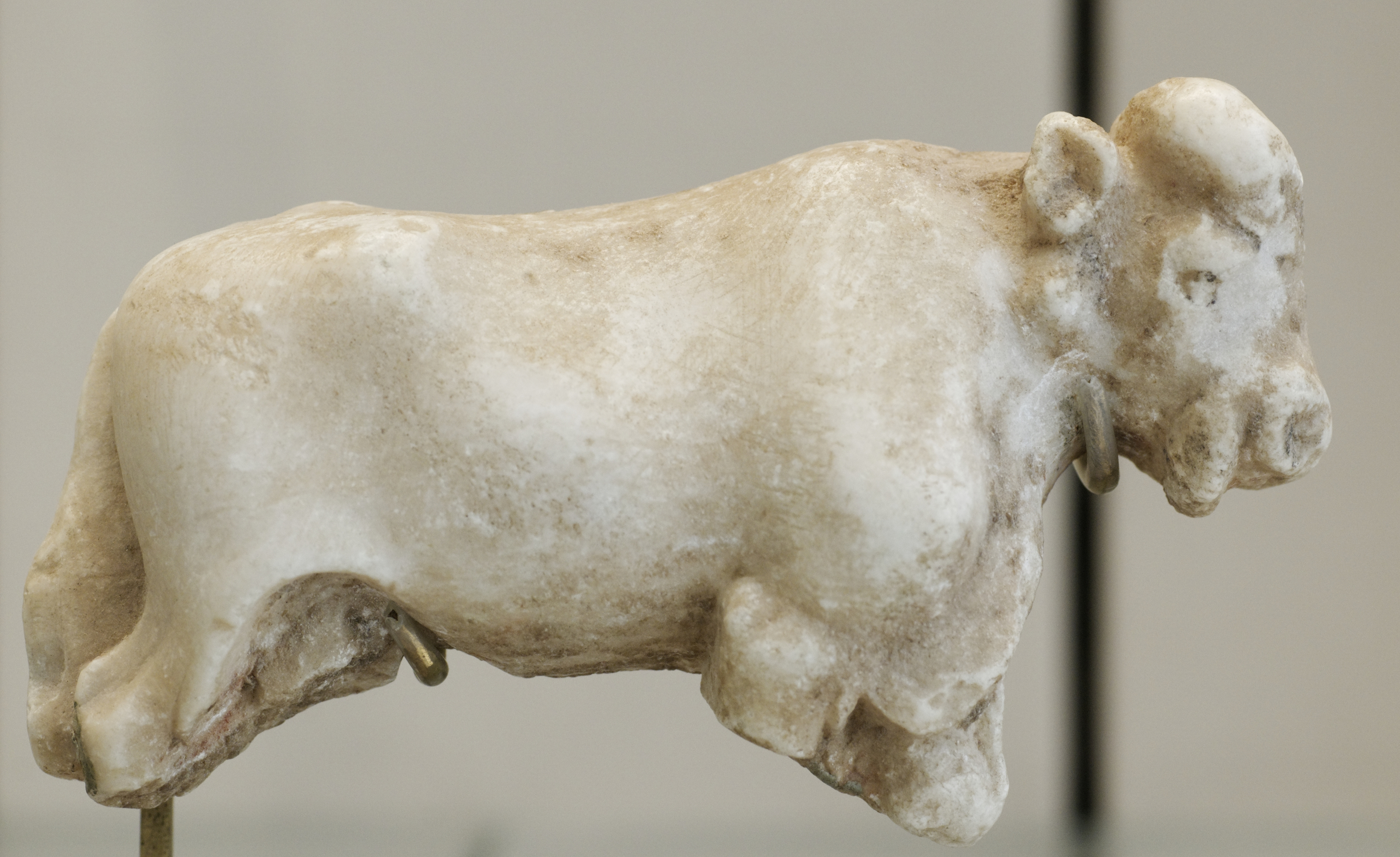
石灰岩製の牡牛像、ジェムデト・ナスル期のもの(イラクのウルクにて発見)。
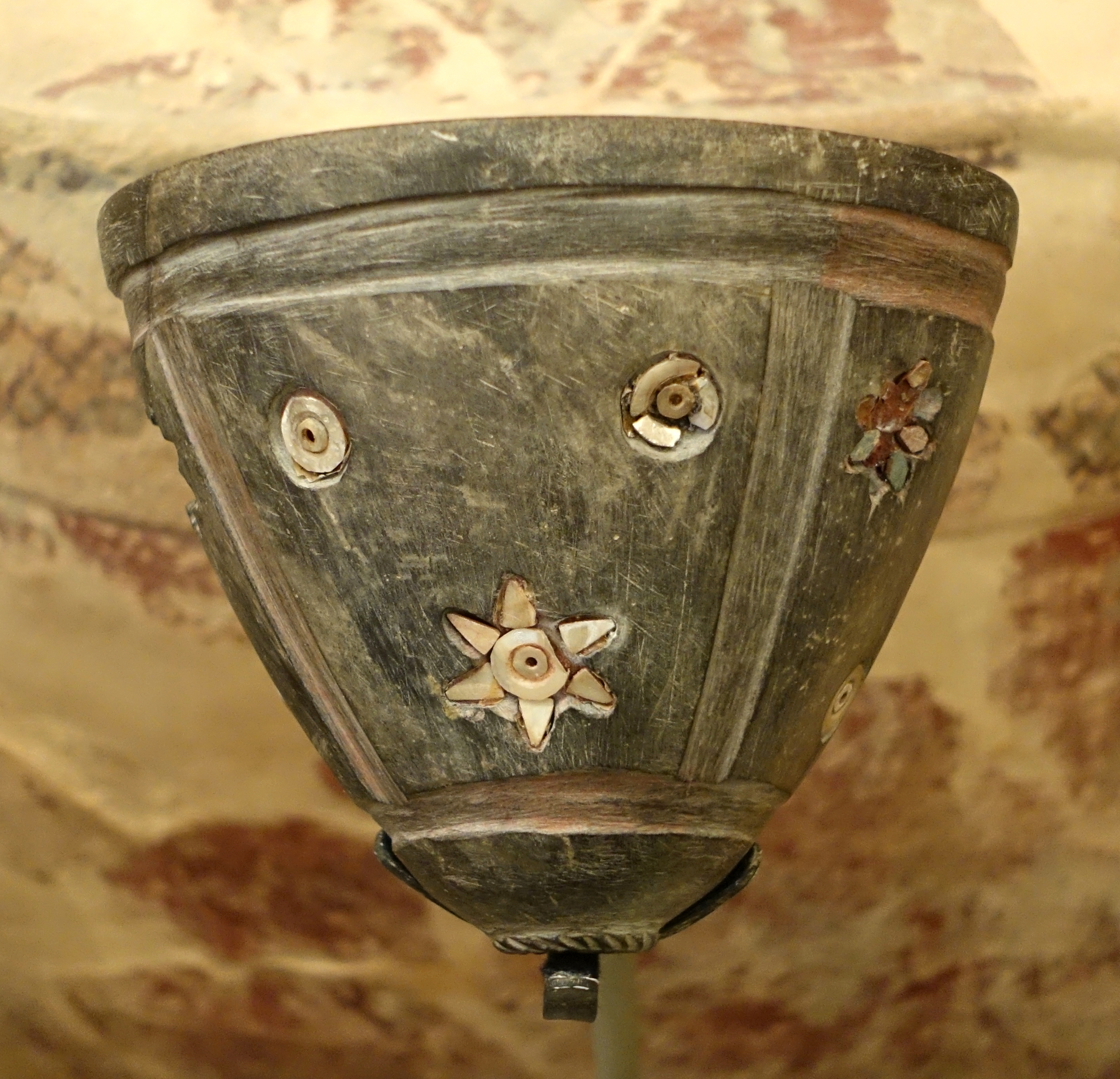
ジェムデト・ナスル期の石製のボウル。かつては真珠層、赤いペースト状のもの、瀝青が象眼されていた。
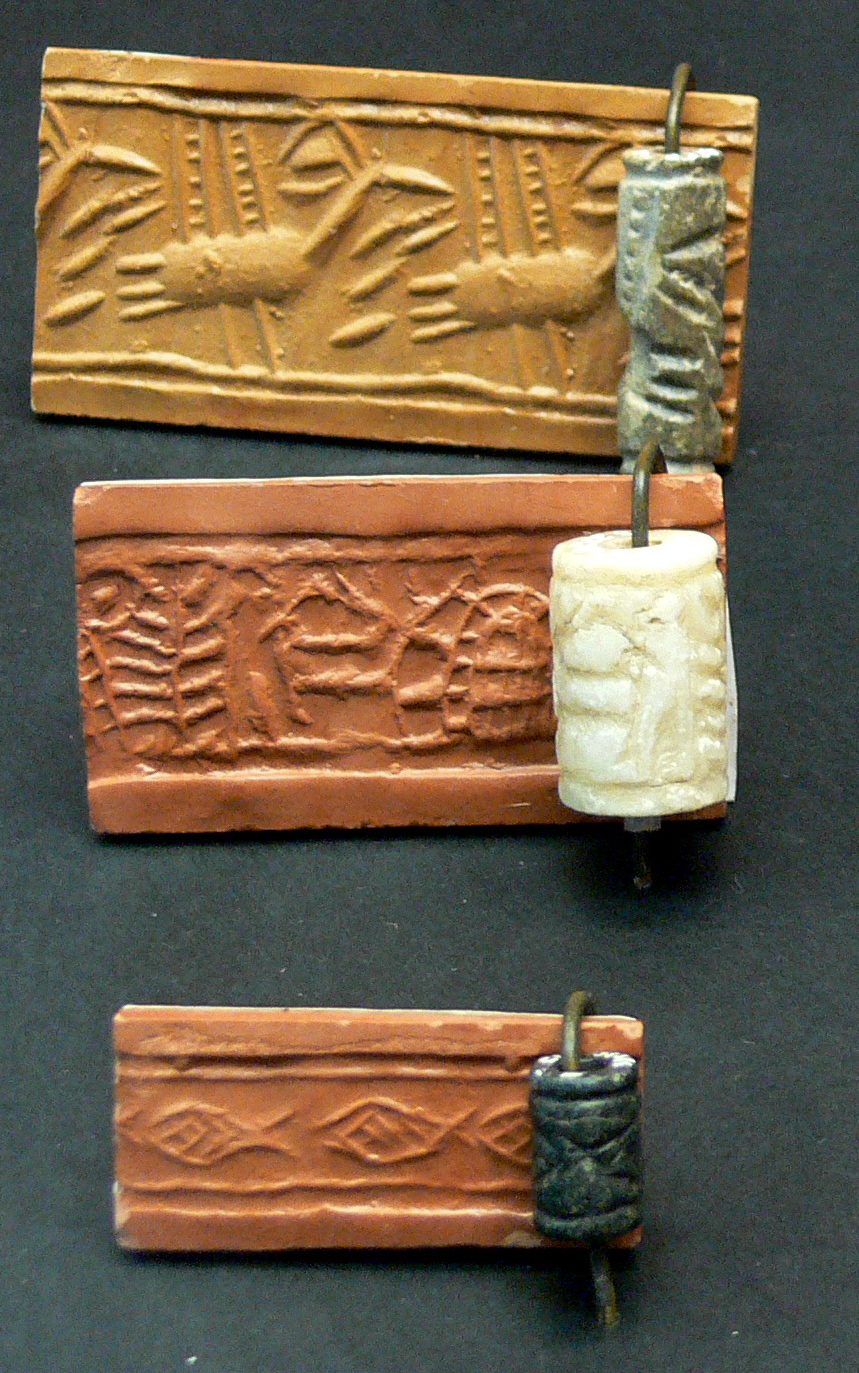
円筒印章、ジェムデト・ナスル3期。
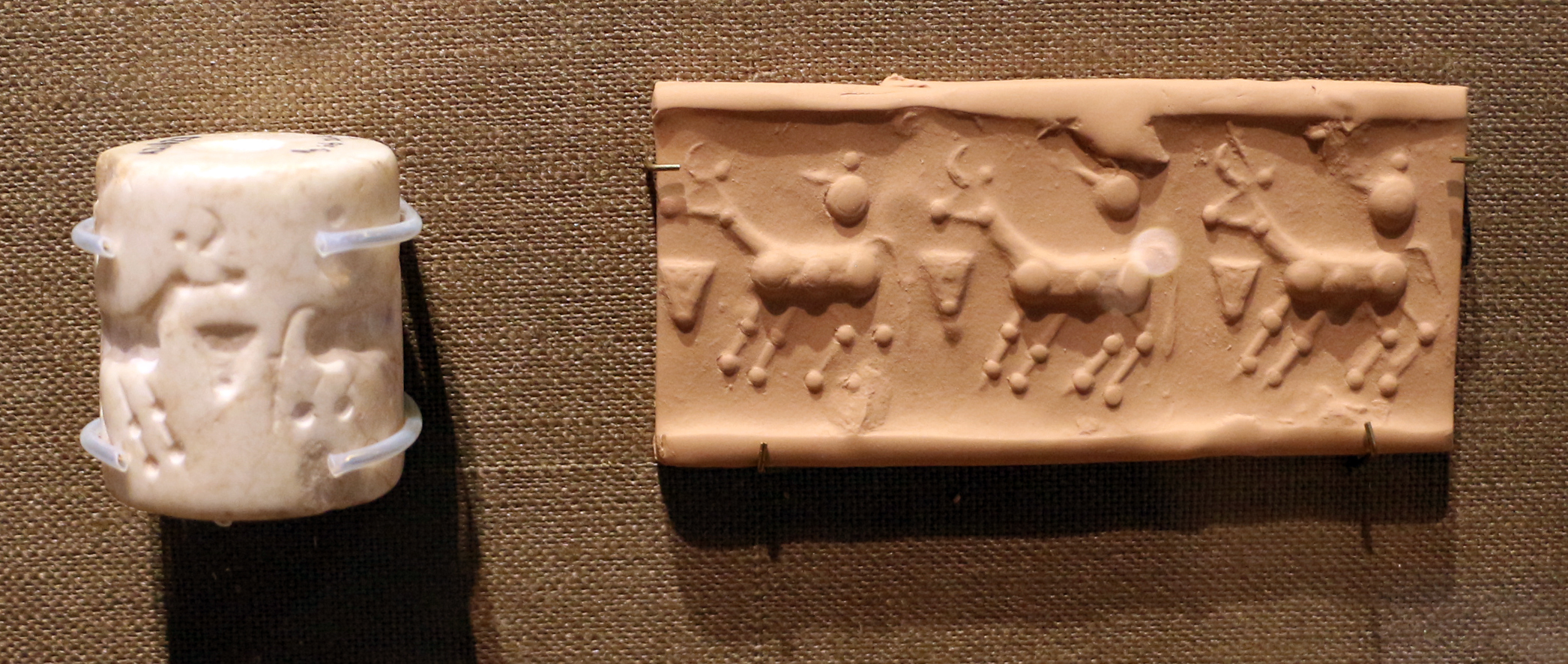
ウルク期後期/ジェムデト・ナスル期の円筒印章(紀元前3350年から紀元前2900年)。
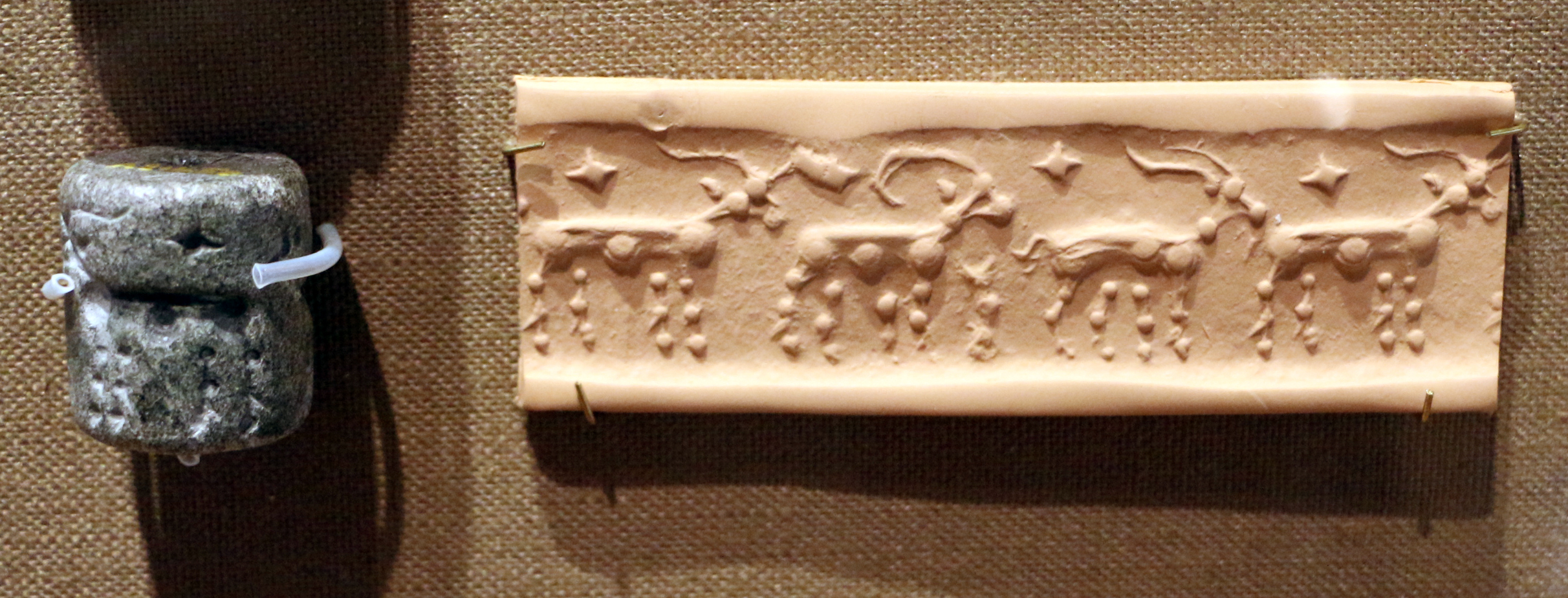
ウルク期後期/ジェムデト・ナスル期の円筒印章(紀元前3350年から紀元前2900年)。
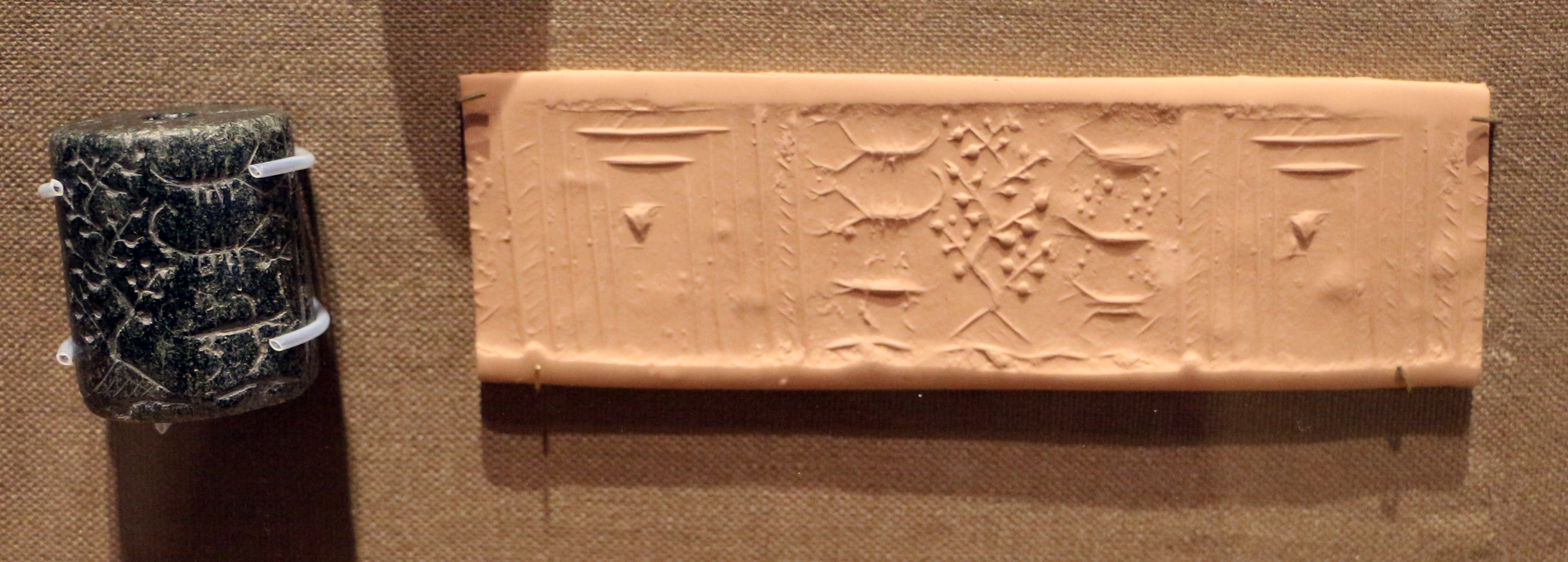
ウルク期後期/ジェムデト・ナスル期の円筒印章(紀元前3350年から紀元前2900年)。
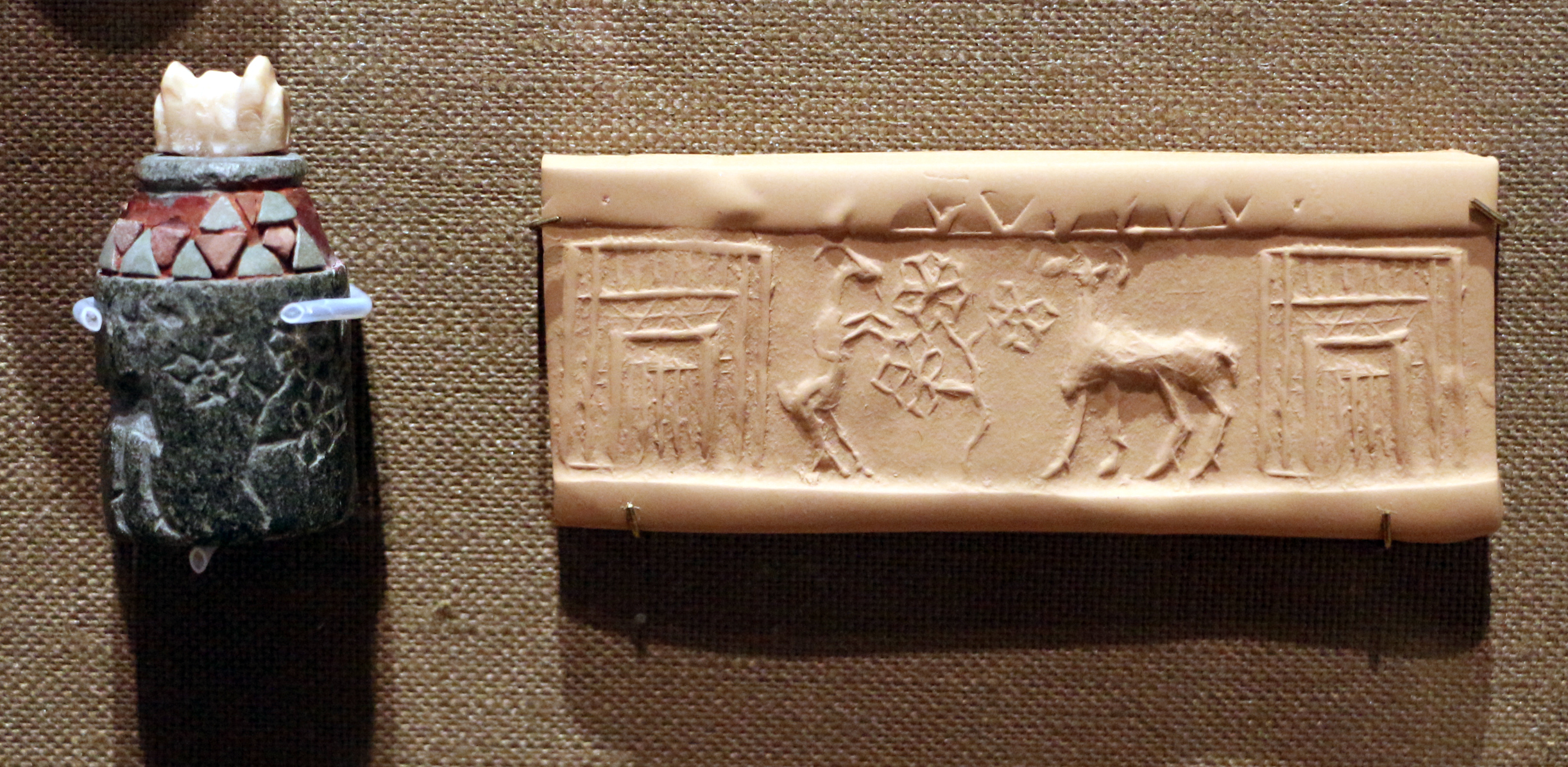
ウルク期後期/ジェムデト・ナスル期の円筒印章(紀元前3350年から紀元前2900年)。
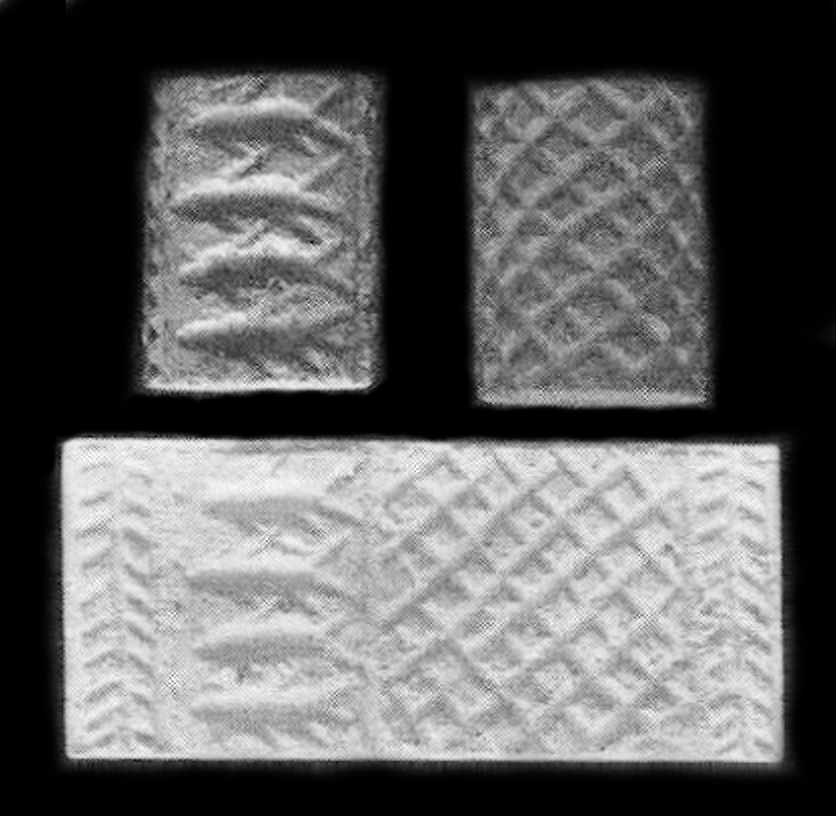
エジプト、ナカダの第7000墓地、第7304にて出土したジェムデト・ナスル様式の円筒印章。エジプト、ナカダ II期この出土品は、初期メソポタミアとエジプトの関係性を示唆する例のひとつである。
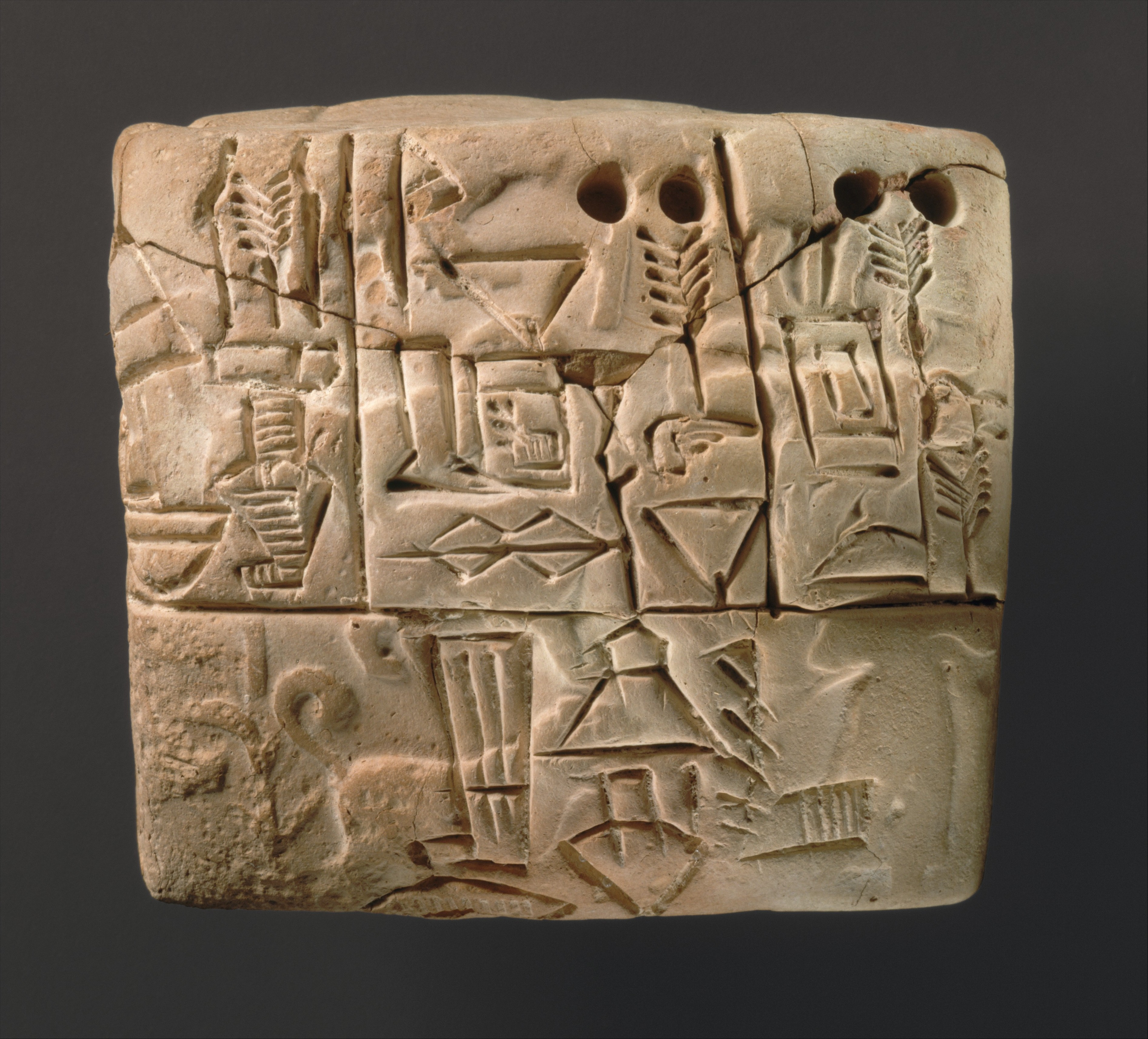
行政を記した粘土板。ジェムデト・ナスル期、紀元前3100年から紀元前2900年。おそらくウルクより出土。
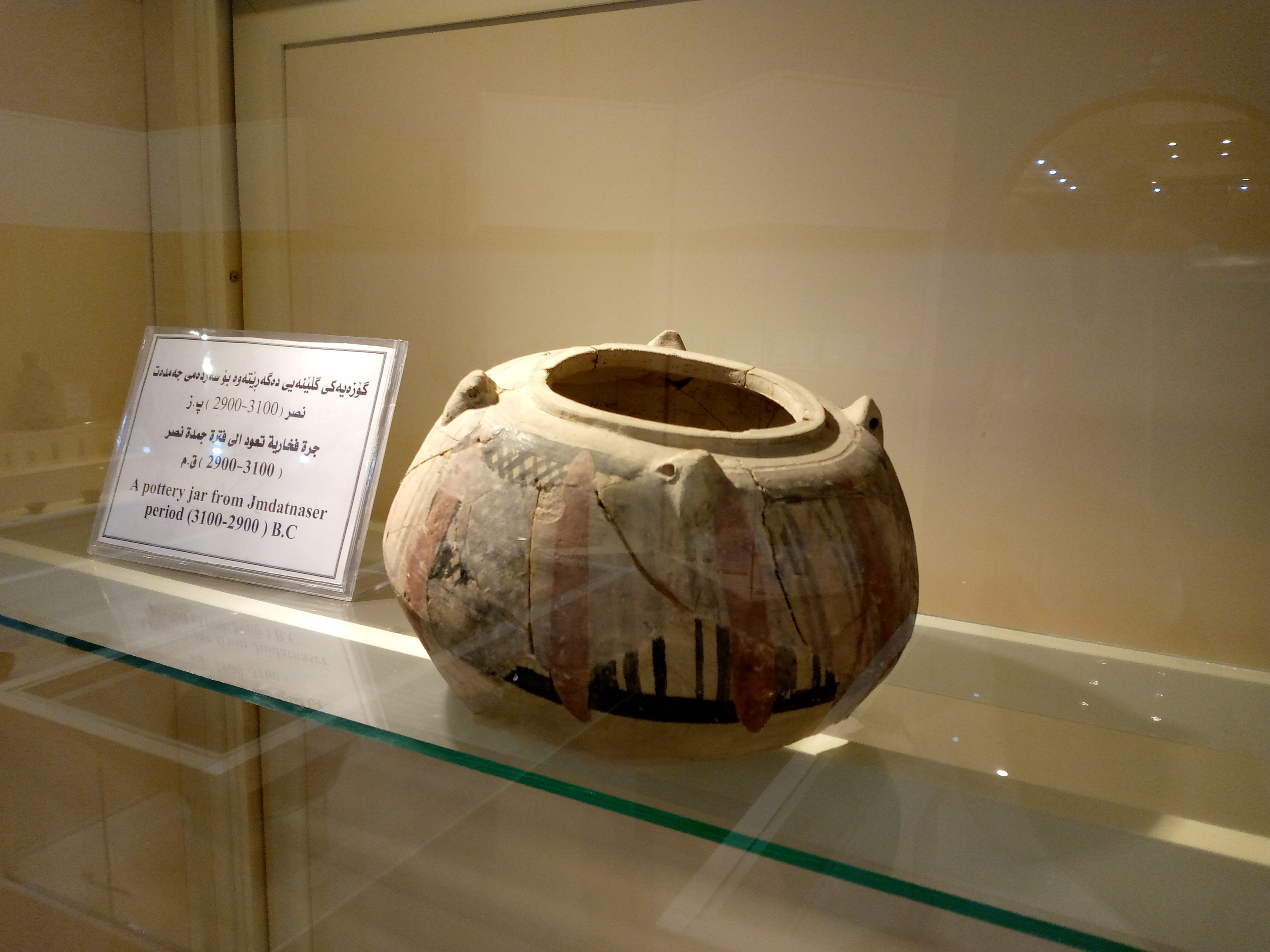
広口の陶器、ジェムデト・ナスル期(紀元前3100年から紀元前2900年)。

## 参照
- シュメール